# Ryan Mendes
Ryan Mendes da Graça (wym. [ˈʁjɐ̃ ˈmẽdɨʃ dɐ ˈgɾasɐ]; ur. 8 stycznia 1990 w Mindelo) – kabowerdeński piłkarz występujący na pozycji napastnika. Zawodnik tureckiego klubu Fatih Karagümrük SK.

## Kariera klubowa
Mendes treningi piłki nożnej rozpoczynał w Ribeira Bote. Następnie występował w juniorskich zespołach Derby FC, Académiki Mindelo i Batuque FC. W tym ostatnim klubie był też członkiem drużyny seniorów.
W 2007 roku juniorski zespół Batuque przyjechał na towarzyski turniej do Gonfreville-l’Orcher w pobliżu Hawru, gdzie Mendes został wypatrzony przez przedstawicieli miejscowego klubu. Wkrótce trafił do rezerw Le Havre AC, pomimo zainteresowania ze strony Benfiki i Portsmouth. W 2009 roku został włączony do pierwszej drużyny HAC, grającej w Ligue 1. W rozgrywkach tych zadebiutował 13 maja 2009 roku w przegranym 2:4 pojedynku z AS Saint-Étienne. W tym samym roku spadł z zespołem do Ligue 2. 4 grudnia 2009 roku w zremisowanym 2:2 spotkaniu tych rozgrywek z LB Châteauroux strzelił pierwszego gola dla Le Havre. W drużynie z Górnej Normandii występował przez cztery lata, w ciągu których zdobył w 24 bramki (z czego 18 w sezonie 2011/12).
Na początku sezonu 2012/13 za 3 mln euro trafił do klubu Lille OSC, z którym związał się czteroletnim kontraktem. Na początku 2013 roku, Mendes doznał poważnej kontuzji prawego kolana, która wyłączyła go z gry aż do grudnia 2013 roku. W sierpniu 2015 roku trafił na wypożyczenie do angielskiego zespołu Nottingham Forest F.C.. W kolejnym sezonie powrócił do Lille, jednak znów znaczną część rundy jesiennej stracił przez kontuzje. 31 stycznia 2017 roku został zawodnikiem Kayserisporu. W kwietniu 2018 roku jego nowym klubem został emiracki Al-Sharjah.

### Statystyki
Aktualne na dzień 14 grudzień 2014 r.. Nie jest znana liczba występów Mendesa w drużynie Batuque, dlatego też podsumowanie w poniższej tabeli zawiera dane dotyczące okresu po transferze do Le Havre.
| 2008               | Batuque            | Liga Insular       |     |    |    |   |   |   |    |   |     |    |
| 2008/09            | Le Havre AC        | Ligue 1            | 1   | 0  | 0  | 0 | 0 | 0 | –  | – | 1   | 0  |
| 2008/09            | Le Havre B         | CFA                | 16  | 1  | –  | – | – | – | –  | – | 16  | 1  |
| 2009/10            | Le Havre AC        | Ligue 2            | 14  | 0  | 0  | 0 | 1 | 0 | –  | – | 15  | 0  |
| 2009/10            | Le Havre B         | CFA                | 16  | 8  | –  | – | – | – | –  | – | 16  | 8  |
| 2010/11            | Le Havre AC        | Ligue 2            | 32  | 4  | 1  | 0 | 2 | 0 | –  | – | 35  | 4  |
| 2010/11            | Le Havre B         | CFA                | 1   | 0  | –  | – | – | – | –  | – | 1   | 0  |
| 2011/12            | Le Havre AC        | Ligue 2            | 34  | 13 | 4  | 3 | 2 | 2 | –  | – | 40  | 18 |
| 2012/13            | Le Havre AC        | Ligue 2            | 3   | 2  | 0  | 0 | 0 | 0 | –  | – | 3   | 2  |
| 2012/13            | Lille OSC          | Ligue 1            | 9   | 2  | 0  | 0 | 0 | 0 | 3  | 0 | 12  | 2  |
| 2013/14            | Lille OSC          | Ligue 1            | 16  | 3  | 3  | 0 | 0 | 0 | –  | – | 19  | 3  |
| 2013/14            | Lille B            | CFA                | 1   | 1  | –  | – | – | – | –  | – | 1   | 1  |
| 2014/15            | Lille OSC          | Ligue 1            | 10  | 1  | 0  | 0 | 0 | 0 | 10 | 1 | 20  | 2  |
| 2015/16            | Lille OSC          | Ligue 1            | 3   | 0  | 0  | 0 | 0 | 0 | 0  | 0 | 3   | 0  |
| 2015/16            | Nottingham Forest  | Championship       | 32  | 2  | –  | – | – | – | –  | – | 32  | 2  |
| 2016/17            | Lille OSC          | Ligue 1            | 7   | 0  | 0  | 0 | 0 | 0 | 2  | 1 | 9   | 1  |
| 2016/17            | Kayserispor        | Süper Lig          | 6   | 1  | 1  | 0 | 0 | 0 | 0  | 0 | 7   | 1  |
| 2017/18            | Kayserispor        | Süper Lig          | 26  | 3  | 6  | 3 | 0 | 0 | 0  | 0 | 32  | 5  |
| Łącznie w karierze | Łącznie w karierze | Łącznie w karierze | 205 | 34 | 13 | 4 | 7 | 2 | 15 | 2 | 240 | 42 |

## Kariera reprezentacyjna
Ryan Mendes da Graça występował w reprezentacji Republiki Zielonego Przylądka do lat 21 – w ośmiu meczach zdobył jedną bramkę.
W seniorskiej reprezentacji Mendes zadebiutował 11 sierpnia 2010 roku w meczu towarzyskim z reprezentacją Senegalu. Swoją pierwszą bramkę zdobył ponad rok później w spotkaniu eliminacyjnym do Pucharu Narodów Afryki 2012. Republika Zielonego Przylądka wygrała wówczas 2:1 z Zimbabwe.
W 2012 wraz z drużyną narodową zakwalifikował się (po raz pierwszy w historii kraju), a następnie otrzymał powołanie na rozgrywany w kolejnym roku Puchar Narodów Afryki. W 2015 roku udało się reprezentacji Wysp Zielonego Przylądka powtórzyć ten wyczyn i Mendes po raz drugi znalazł się w kadrze na PNA.

### Mecze w reprezentacji
Stan na 10 września 2014 r. Wynik reprezentacji Republiki Zielonego Przylądka podawany jest w pierwszej kolejności.
| Drużyna narodowa              | Rok  | Mecze | Bramki |
| ----------------------------- | ---- | ----- | ------ |
| Republika Zielonego Przylądka |      |       |        |
| 2010                          | 3    | 0     |        |
| 2011                          | 4    | 1     |        |
| 2012                          | 4    | 3     |        |
| 2013                          | 5    | 0     |        |
| 2014                          | 2    | 1     |        |
| Suma                          | Suma | 18    | 5      |

| Mecze i gole w reprezentacji | Mecze i gole w reprezentacji | Mecze i gole w reprezentacji | Mecze i gole w reprezentacji | Mecze i gole w reprezentacji | Mecze i gole w reprezentacji | Mecze i gole w reprezentacji | Mecze i gole w reprezentacji |
| #                            | Data                         | Miasto                       | Przeciwnik                   | Gol                          | Wynik                        | Rozgrywki                    | Przypis                      |
| ---------------------------- | ---------------------------- | ---------------------------- | ---------------------------- | ---------------------------- | ---------------------------- | ---------------------------- | ---------------------------- |
| 1.                           | 11.08.2010                   | Dakar                        | Senegal                      |                              | 0:1                          | towarzyski                   |                              |
| 2.                           | 10.10.2010                   | Harare                       | Zimbabwe                     |                              | 0:0                          | ePNA 2012                    |                              |
| 3.                           | 16.11.2010                   | Lizbona                      | Gwinea Bissau                |                              | 2:1                          | towarzyski                   |                              |
| 4.                           | 26.03.2011                   | Praia                        | Liberia                      |                              | 4:2                          | ePNA 2012                    |                              |
| 5.                           | 5.06.2011                    | Monrovia                     | Liberia                      |                              | 0:1                          | ePNA 2012                    |                              |
| 6.                           | 3.09.2011                    | Bamako                       | Mali                         |                              | 0:3                          | ePNA 2012                    |                              |
| 7.                           | 8.10.2011                    | Praia                        | Zimbabwe                     | 13'                          | 2:1                          | ePNA 2012                    |                              |
| 8.                           | 29.02.2012                   | Antananarywa                 | Madagaskar                   | 38'                          | 4:0                          | ePNA 2013                    |                              |
| 9.                           | 9.06.2012                    | Praia                        | Tunezja                      |                              | 1:2                          | eMŚ 2014                     |                              |
| 10.                          | 16.06.2012                   | Praia                        | Madagaskar                   | 9', 81'                      | 3:1                          | ePNA 2013                    |                              |
| 11.                          | 14.10.2012                   | Jaunde                       | Kamerun                      |                              | 1:2                          | ePNA 2013                    |                              |
| 12.                          | 9.01.2013                    | Faro                         | Nigeria                      |                              | 0:0                          | towarzyski                   |                              |
| 13.                          | 19.01.2013                   | Johannesburg                 | Południowa Afryka            |                              | 0:0                          | PNA 2013                     |                              |
| 14.                          | 23.01.2013                   | Durban                       | Maroko                       |                              | 1:1                          | PNA 2013                     |                              |
| 15.                          | 27.01.2013                   | Port Elizabeth               | Angola                       |                              | 2:1                          | PNA 2013                     |                              |
| 16.                          | 2.02.2013                    | Port Elizabeth               | Ghana                        |                              | 0:2                          | PNA 2013                     |                              |
|                              | 7.09.2013                    | Radis                        | Tunezja                      |                              | 0:3                          | eMŚ 2014                     |                              |
| 17.                          | 5.03.2014                    | Luksemburg                   | Luksemburg                   |                              | 0:0                          | towarzyski                   |                              |
| 18.                          | 10.09.2014                   | Praia                        | Zambia                       | 77'                          | 2:1                          | ePNA 2015                    |                              |